# Sistema Constanz

Taula de colors del Sistema Constanz

El Sistema Constanz és un sistema d'identificació pel dels colors pel tacte, utilitzat per a persones ceguesa, per tant, semblant al Braille. Desenvolupat per l'artista colombiana Constanza Bonilla, qui el desembre del 2004 efectuà la seva primera exposició, adaptant obres de Guinovart, en la sala d'art Per for ART ESPAI de Barcelona.

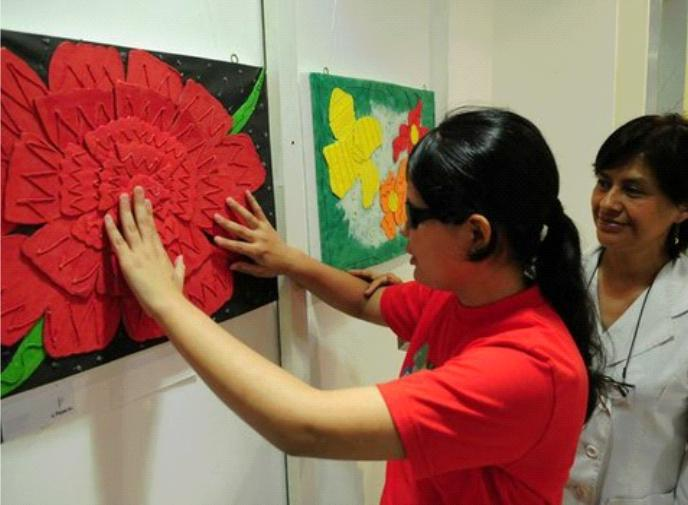
Una persona cega identificant una flor amb els seus colors

Actualment és utilitzat en tallers educatius i de lleure per a la identificació del color en obres d'art, que cal que estiguin preparades, és a dir, que tinguin un relleu amb els signes i, millor, uns límits del color i tonalitat a identificar. És, a diferència dels sistemes electrònics, independent d'un aparell o d'idioma. S'identifica el color pels colors bàsics (groc: una línia recta, vermell: una línia en zig-zag, blau: una línia ondulada), o en la seva combinació (així el verd seria una línia recta –groc- i una línia ondulada –blau-), i per tonalitats (clar: una rodona; fosc: un punt; molt fosc: quatre punts, etc.).